# Pasożyt wewnętrzny
Pasożyt wewnętrzny (endopasożyt) – organizm cudzożywny, który żyje wewnątrz innego organizmu i dla którego organizm ten (żywiciel) jest źródłem pożywienia.
Pasożyty wewnętrzne jako patogeny często są przyczyną chorób, zwykle cechuje je duża wybiórczość pokarmowa i specjalizacja. Endopasożytami są często pierwotniaki (np. lamblie), nicienie, płazińce i grzyby. Organizm człowieka jest zarówno żywicielem pośrednim, jak i ostatecznym dla ponad pięćdziesięciu różnych pasożytów.
Wśród płazińców pasożytniczych wyróżnia się m.in. tasiemce (tasiemiec uzbrojony, nieuzbrojony, bąblowcowy, bruzdogłowiec szeroki) i przywry (motylica wątrobowa, przywra krwi).
Wśród obleńców (nicieni) są glisty ludzkie, świńskie, psie, kocie i inne, włośnie kręte, owsiki, włosogłówki, tęgoryjce dwunastnicy i filaria Bancrofta.